# Филиберто II Савојски
Филиберто II Савојски познат као Згодни (Понт-д'Аин, 10. април 1480 — Понт-д'Аин, 10. септембар 1504) био је војвода од Савоје, принц од Пијемонта и гроф од Аосте, Моријане и Нице од 1497. до 1504. године. Био је и титуларни краљ Кипра и Јерусалима.

## Биографија

### Детињство и образовање
Филиберто II је био најстарији син војводе Филипа II Савојског (1443 - 1497) и војвоткиње Маргарете од Бурбона (1438 - 1483). Образован од малих ногу на француском двору краља Шарла VIII, пратио је свог оца и краља Шарла VIII у напуљској експедицији 1494. године, а затим се вратио у Пијемонт због болести која је избила у војсци у којој је служио.
Био је активан учесник у италијанским ратовима тог периода, борећи се заједно са својим оцем против Ђеновљана и пратећи цара Максимилијана I Хабзбуршког у експедицији против Фирентинаца.

### Преузимање власти
Пошто се повукао у Бреш након што му је престала служба у војсци, остао је тамо до 1497. године, када је позван да наследи свог оца Филипа II на месту војводе од Савоје. У сукобу за Миланско војводство, војвода Филиберто II није заузео никакав став, остајући неутралан, а за то је награђен од краља Луја XII, који се одрекао инвазије на Пијемонт.

### Брак
Да би уравнотежио царски пандан и окончао сукобе, са Максимилијанове стране, војвода Филиберто II се (1501. године) оженио Маргаритом, ћерком цара Максимилијана I која је умрла 1530. године. Раније је впјвода Филиберто II био ожењен својом рођаком војвоткињом Јоландом Савојском (која је умрла у једанаест година 1499. године), ћерком његовог рођака војводе Карла I Савојског.
Надвојвоткиња Маргарита Хабзбуршка (раније верена за краља Шарла VIII и удовица инфанта Дон Хуана од Арагона и Кастиље, сина католичких монарха) гајила је дубоку мржњу према париском двору. Пошто је остављена по страни јер се краљ Шарл VIII Валоа оженио војвоткињом Аном од Бретање, у њој је изазвало велико негодовање према Французима. Војвоткиња Маргарета је покушала да утиче на војводу Филиберта II да подржи Царство, натеравши њеног оца да свом мужу додели временску јурисдикцију над бискупијама Лиона, Лозане, Женеве, Аосте, Торина, Мауриена, Тарентазије, Верчелија и Мондова 1503. године, војвоткиња Маргарита је такође подстакла војводу Филиберта II да уђе у сукоб за Напуљску краљевину, али војвода Филиберто II Савоја је више волео да се не компромитује, па је чак одустао од тражења феудалног омажа, по праву, од маркиза Лудовика II од Салуца (савезника Француза).
Војвоткиња Маргерита Хабзбург - Савоја би више пута утицала на политику Савоје. Војвода Филиберто II Савоја, љубитељ лова, препустио је владу Пијемонта свом ванбрачном брату Ренеу Савојском, према коме војвоткиња Маргарита није имала много симпатија. Успео је да га протера из Савоје и да поништи акт легитимације који је признао папа Александар VI. Ренато, који је побегао у Француску, заједно са Лујзом Савојском, покушао је да се освети за злочине које је претрпео.

### Последње године и смрт
Године 1504. војвода Филиберто II је одлучио да пресели свој двор иза Алпа, у замак Понт-д'Аин где је војвода рођен, због епидемије куге која је у то време прелазила Пијемонт. Док је војвода Филиберто II био у замку, погодила га је жестока грозница која је довела до његове смрти 10. септембра 1504. године, војвода Филиберто II је умро без директних наследника и стога је престо прешао на његовог полубрата Карла III, сина војвоткиње Клаудије од Бретање. Војвода Филиберто II је сахрањен у манастиру Нотре-Даме де Броу, у близини Боург-ен-Бресе.

## Одликовања
Витез Ордена златног руна.